# 기스본 티슬 AFC
기스본 티슬 AFC(영어: Gisborne Thistle Association Football Club)는 뉴질랜드 북섬의 기즈번에 연고를 둔 축구단이다. 수년 동안 클럽은 같은 연고의 기스본 시티의 리저브팀 역할을 맡았었다. 채텀 컵에서 여러 차례의 좋은 성적들을 거두었고 특히 1970년과 1971년에 5라운드에 진출하여 구단의 컵 대회에서의 최고 성적을 기록했다.
티슬은 2005년에 센트럴 페더레이션 리그에 참가하여 같은 시즌 대회에서 우승했고 스톱 아웃에 패한 센트럴 리그 플레이오프에 진출했다. 후에 시티와의 합병을 추진하기 위해 리그에서 탈퇴하기로 결정했다.